# Валвейк
Валвейк (нид. Waalwijk) — город и община в Нидерландах.

## География
Община и город Валвейк расположены в южной части Нидерландов, в провинции Северный Брабант. Город Валвейк находится в 20 километрах севернее Тилбурга и на таком же расстоянии западнее Хертогенбоса. Площадь общины составляет 67,72 км². Численность населения — 45.651 человек (на 2007 год). Плотность населения — 706 чел./км². В общину Валвейк, кроме одноимённого города, входят 2 посёлка — Васпик и Спранг-Капелле.

## История
До середины XIII века город Валвейк входил в состав графства Голландия. В 1232 году он был передан из Голландии в Брабант. В 1303 году в нём было введено городское право. В районе Валвейк исстари было развито кожевенное и обувное производство, продукция обувных фабрик Валвейка славится своим качеством в Нидерландах. В городе создан Музей обуви и кожаных изделий.
Входящий в общину посёлок Спранг-Капелле приблизительно до 1800 года находился в составе провинции Южная Голландия, и лишь затем был передан административно провинции Северный Брабант. Поэтому население Спранг-Капелле в своём подавляющем большинстве — протестанты, в то время как жители города Валвейк и посёлка Васпик — католики.

## Города-партнёры
- Унна